# Teloleuca pellucens
Teloleuca pellucens är en insektsart som först beskrevs av Fabricius 1779.  Teloleuca pellucens ingår i släktet Teloleuca och familjen strandskinnbaggar. Enligt den finländska rödlistan är arten nära hotad i Finland. Arten är reproducerande i Sverige. Artens livsmiljö är friska och lundartade naturmoar. Inga underarter finns listade i Catalogue of Life.